# Etiracetam
Etiracetam là một hợp chất hóa học thuộc họ racetam, được phát triển dưới dạng thuốc nootropic. Đó là racemic; dạng enantiomeric hoạt tính sinh học của nó là levetiracetam, hiện được bán trên thị trường dưới dạng thuốc chống động kinh.